# Crnče (gmina Bela Palanka)
Crnče (cyr. Црнче) – wieś w Serbii, w okręgu pirockim, w gminie Bela Palanka. W 2011 roku liczyła 37 mieszkańców.